# Laccophilus papuanus
Laccophilus papuanus är en skalbaggsart som beskrevs av Balke, Larson och Lars Hendrich 1997. Laccophilus papuanus ingår i släktet Laccophilus och familjen dykare. Inga underarter finns listade i Catalogue of Life.